# Die Drei von der Tankstelle (1930)
Die Drei von der Tankstelle ist eine deutsche Filmoperette der Ufa aus dem Jahr 1930 unter der Regie von Wilhelm Thiele, die am 15. September 1930 im Gloria-Palast in Berlin uraufgeführt wurde. Die Musik ist von Werner Richard Heymann, die Liedtexte schrieb Robert Gilbert. Neben Willy Fritsch, Oskar Karlweis und Heinz Rühmann spielte Lilian Harvey die weibliche Hauptrolle.
Der Film wurde 1955 unter demselben Titel mit Adrian Hoven, Walter Müller, Walter Giller und Germaine Damar noch einmal verfilmt. Auch in diesem Film spielt Willy Fritsch mit, diesmal in der Rolle des Konsuls Kossmann.

## Handlung
Die drei Freunde und Lebemänner Willy, Kurt und Hans kehren von einer längeren Reise zurück und müssen feststellen, dass ihre gesamten Möbel vom Gerichtsvollzieher gepfändet wurden. Rechtsanwalt Dr. Kalmus klärt das Trio, das im ersten Augenblick an einen Irrtum glaubt, darüber auf, dass ihr Bankier Konkurs gemacht hat und sie damit ebenfalls pleite sind und fortan erstmals in ihrem Leben einer ernsthaften Arbeit nachgehen müssen. Geblieben sind ihnen nur noch der Hund und ihr Auto, welches sie – nachdem ihnen auf einer vielbefahrenen Landstraße das Benzin ausgeht – verkaufen, um an ebendieser Stelle eine Tankstelle mit dem Namen „Zum Kuckuck“ zu eröffnen. Beim Dienst wechseln sie sich nach jeweils acht Stunden ab und lernen so unabhängig voneinander die reiche und attraktive Lilian Cossmann kennen, die Tochter eines reichen Konsuls. Alle drei verlieben sich in sie und halten diese Bekanntschaft voreinander geheim.
Lilian findet zwar alle drei sympathisch, liebt aber bloß Willy und lädt alle gleichzeitig in ein teures Lokal ein, um Klarheit zu schaffen. Die Freundschaft der drei geht durch Lilian in die Brüche. Willy könnte Lilian bekommen, ist aber verärgert darüber, dass sie alle drei gleichzeitig als Verehrer hatte. Doch Lilian hat einen Plan und bittet ihren Vater, eine Tankgesellschaft zu gründen, deren Direktor Willy werden soll. Dieser willigt ein unter der Bedingung, dass seine beiden Freunde Kurt und Hans auch mit von der Partie sind. Als Lilian aber als neue Sekretärin vor Willy sitzt, diktiert er ihr voller Wut seine Kündigung und unterschreibt diese, ohne den Text noch einmal durchzulesen. In Wirklichkeit hat er aber einen Ehevertrag mit Lilian unterschrieben. Als Willy das Täuschungsmanöver erkennt, weigert er sich, sein auf Papier festgehaltenes Eheversprechen einzulösen. Als Lilian dann jedoch vor seinen Augen das Dokument zerreißt, überzeugt das Willy davon, dass sie ihn wirklich liebt. Beide fallen sich am Ende in die Arme, und auch einer endgültigen Versöhnung mit Kurt und Hans steht nun nichts mehr im Wege.

## Produktion

### Drehorte
Die Dreharbeiten fanden vom 17. Juni bis zum 31. Juli 1930 hauptsächlich in den Ufa-Ateliers Neubabelsberg, dem heutigen Studio Babelsberg in Potsdam, statt. Ein Original-Drehort befindet sich in Berlin (Steinstücken in Zehlendorf). Drehorte der Tankstelle waren das Studio Babelsberg und eine märkische Landstraße.
Das Wohnhaus zu Beginn des Films erbaute Erich Mendelsohn 1927/28 in Steinstücken für den Arzt Curt Bejach. Heute hat die Erich-Mendelsohn-Stiftung ihren Sitz im Landhaus Bejach in der Bernhard-Beyer-Straße 12 nahe der Babelsberger Filmstudios.

### Musik
- Erst kommt ein großes Fragezeichen
- Ein Freund, ein guter Freund
- Hallo, Du süße Frau, fahr’ nicht allein
- Das Lied vom Kuckuck (Lieber, guter Herr Gerichtsvollzieh’r)
- Liebling, mein Herz läßt dich grüßen

Die meisten der Lieder erreichten auch über den Film hinaus Bekanntheit. Das Lied Lieber, guter Herr Gerichtsvollzieher zitiert das Kinderlied Kuckuck, Kuckuck, ruft’s aus dem Wald sowie den Mittelteil des Trauermarsches aus der 2. Klaviersonate op. 35 von Frédéric Chopin, der auch dem bayerischen Volkslied vom Hintertupfer Bene zugrunde liegt. 

### Französische Version
Gleichzeitig zur deutschen wurde durch die Ufa auch ein französischsprachiger Versionenfilm unter dem Titel Le chemin du paradis gedreht. Dies war in den frühen 1930er-Jahre ein übliches Verfahren, da Frankreich als lukrativer Filmmarkt galt. In der französischen Fassung übernahm die mehrsprachige Lilian Harvey ebenfalls die Rolle der Tochter Cossmann, während die Rolle des Willy hier von Henri Garat gespielt wurde.

## Rezeption

### Kritik
Das Lexikon des Internationalen Films stellte fest: „Der schwungvolle, sehr unterhaltsame Film erfand durch den virtuosen Umgang mit Erzählung, Tanz und integrierter Musik eine damals neue filmische Form. Er ließ die kleine Handlung mit Liedern besingen, die äußerst populär wurden und den Erfolg des Films mitbegründeten.“
Malte Hagener schrieb in Reclams Universal-Bibliothek: [Der Film umfasst] scheinbar unvereinbare Versatzstücke [wie modernistische Montagen, Slapsticknummern, Stepptanz und Brechtsche Verfremdungseffekte] […] und begründete das Genre der ‚Tonfilmoperette‘.
Der Autor und Kritiker Falk Schwarz befasste sich bei filmportal.de mit dem Film und war der Meinung, dieser enthalte eine durch den Kameramann Franz Planer „sensibel ausgeleuchtete Szene, die zu den schönsten des Films“ gehöre. Der Film habe „Charme, Tempo, Eleganz – vor allem wenn Lilian Harvey rhythmisch präzise die Beine“ schwinge und dazu noch singe  – da strahle sie „Herzlichkeit und Natürlichkeit“ aus. Zudem habe Komponist Werner Richard Heymann „in der Frühzeit des Tonfilms unschlagbar schöne Musik geschrieben“.

### Erfolg
Im der entsprechenden DVD beigefügten Heft Die großen deutschen Film-Klassiker Nr. 5 wird ausgeführt, dass „zunächst sicher das Staraufgebot der turbulenten Musikkomödie des renommierten Ufa-Regisseurs Wilhelm Thiele die Menschen 1930 in die Lichtspielhäuser gelockt“ habe. Fritsch und Harvey waren seit ihren vorangegangenen gemeinsamen Tonfilmen Liebeswalzer und Hokuspokus bereits zu Publikumslieblingen geworden und avancierten später mit sieben weiteren Filmen zum ersten, in der Filmliteratur so genannten "Traumpaar des deutschen Films". Rühmann und Karlweis wiederum waren dem Publikum bereits durch ihre bisherigen Theater- bzw. Stummfilmauftritte als Komödiendarsteller bekannt. Rühmann gab hier sein Tonfilmdebüt und erlangte in der Folge seinen Durchbruch auch als Filmschauspieler. Die übrigen Rollen waren ebenfalls außerordentlich prominent besetzt, was seinerzeit „zum Filmvergnügen beigetragen“ habe. Seine besondere Faszination verdanke der Film aber auch den „temperamentvollen Tanzdarbietungen“ und den „eingängigen Melodien“.

### Nachwirkung
Der Film wurde am 1. Oktober 1937 von der Film-Oberprüfstelle verboten, nachdem er erst knapp zwei Jahre zuvor zugelassen worden war. Dem NS-Regime passte soviel unbeschwerte Lebensfreude und auch die Mitwirkung zahlreicher Juden nicht, sodass die zuständige Behörde die Aufführung des Ufa-Werkes 1937 mit der Begründung verbot, dass es ‚den an einen deutschen Film zu stellenden Anforderungen‘ nicht entspreche.
2002 wurde die musikalische Jubiläums-Revue Herzensbrecher – ein Freund, ein guter Freund zum 100. Geburtstag von Heinz Rühmann im Festspielhaus Wittenberge im Rahmen der Elblandfestspiele uraufgeführt. Regie: Hans Hermann Krug, Idee: Heiko Reissig. Am 22. September 2005 wurde in Berlin das Musical Die Drei von der Tankstelle uraufgeführt. Seit Februar 2006 wird Die Drei von der Tankstelle als Theaterstück in der Komödie Dresden aufgeführt.
Der Film wurde am 15. Oktober 2004 von Leonine auf DVD herausgegeben. Zudem wurde er von DeAgostini herausgegeben, wobei ein 14-seitiges Heft mit entsprechenden Informationen und Bildern zur DVD gehört.